# Carollia castanea
Carollia castanea (H. Allen, 1890) è un Pipistrello della famiglia dei Fillostomidi diffuso nell'America centrale e meridionale.

## Descrizione

### Dimensioni
Pipistrello di piccole dimensioni, con la lunghezza della testa e del corpo tra 48 e 60 mm, la lunghezza dell'avambraccio tra 34 e 38 mm, la lunghezza della coda tra 7 e 14 mm, la lunghezza del piede tra 10 e 14 mm, la lunghezza delle orecchie tra 16 e 19 mm e un peso fino a 16 g.

### Aspetto
La pelliccia è corta, rada, setosa, mentre l'avambraccio è privo di peli. I peli sono ovunque tricolori. Le parti dorsali variano dal castano al bruno-grigiastro scuro, mentre le parti ventrali sono leggermente più chiare. Il muso è allungato e conico. La foglia nasale è ben sviluppata, lanceolata, con la porzione inferiore saldata al labbro superiore mentre i bordi laterali sono ben separati. Sul mento è presente una grossa verruca circondata da altre più piccole disposte a U. Le orecchie sono moderatamente grandi, triangolari ed appuntite. Le ali sono attaccate posteriormente lungo le anche. La coda è corta, circa un terzo della profondità dell'uropatagio. Il calcar è corto. Il cariotipo è 2n=20-21 FNa=36.

## Biologia

### Alimentazione
Si nutre di frutta, in particolare del genere Piper.

### Riproduzione
Femmine gravide sono state catturate da gennaio ad aprile e da settembre a novembre.

## Distribuzione e habitat
Questa specie è diffusa dall'estrema parte orientale del Guatemala attraverso l'Honduras, Nicaragua, El Salvador, Costa Rica e Panama fino alla Colombia, Ecuador, Venezuela centrale, Guyana centro-occidentale e Perù settentrionale.
Vive nei boschi secondari, spianate e piantagioni. Talvolta, ma meno frequentemente, si trova nelle foreste mature.

## Conservazione
La IUCN Red List, considerato il vasto areale e la popolazione presumibilmente numerosa, classifica C.castanea come specie a rischio minimo (Least Concern)).